# Challenger de Fürth 2016
El torneo Franken Challenge 2016 es un torneo profesional de tenis. Pertenece al ATP Challenger Series 2016. Se disputará su 29ª edición sobre superficie tierra batida, en Fürth, Alemania entre el 30 de mayo al el 5 de junio de 2016.

## Jugadores participantes del cuadro de individuales
| Favorito | País                        | Jugador                 | Rank1 | Posición en el torneo |
| -------- | --------------------------- | ----------------------- | ----- | --------------------- |
| 1        | Bandera de Túnez            | Malek Jaziri            | 72    | Segunda ronda, retiro |
| 2        | Bandera de Japón            | Taro Daniel             | 93    | Segunda ronda         |
| 3        | Bandera de España           | Albert Montañés         | 93    | Cuartos de final      |
| 4        | Bandera de Alemania         | Jan-Lennard Struff      | 101   | FINAL                 |
| 5        | Bandera de España           | Roberto Carballés Baena | 114   | Primera ronda         |
| 6        | Bandera de Italia           | Thomas Fabbiano         | 117   | Primera ronda         |
| 7        | Bandera de los Países Bajos | Thiemo de Bakker        | 120   | Primera ronda         |
| 8        | Bandera de Eslovaquia       | Jozef Kovalík           | 125   | Cuartos de final      |

- 1 Se ha tomado en cuenta el ranking del 23 de mayo de 2016.

### Otros participantes
Los siguientes jugadores recibieron una invitación (wild card), por lo tanto ingresan directamente al cuadro principal (WC):
- Paul Woerner
- Maximilian Marterer
- Matthias Bachinger
- Daniel Masur

Los siguientes jugadores ingresan al cuadro principal tras disputar el cuadro clasificatorio (Q):
- Blaž Rola
- Arthur De Greef
- Caio Zampieri
- Lorenzo Sonego

## Campeones

### Individual Masculino
- Radu Albot derrotó en la final a  Jan-Lennard Struff, 6–3, 6–4

### Dobles Masculino
- Facundo Argüello /  Roberto Maytín derrotaron en la final a  Andrej Martin /  Tristan-Samuel Weissborn, 6–3, 6–4